# Kim Hasper
Oliver-Kim Hasper (* 5. August 1975 in Berlin) ist ein deutscher Schauspieler, Hörspielsprecher und Synchronsprecher. Seine erste Synchronrolle hatte er bereits im Alter von 7 Jahren. Daneben arbeitet er auch als Dialogbuchautor und Dialogregisseur. Sein Bruder ist der Schauspieler und Synchronsprecher Sven Hasper.

## Rollen (Auswahl)
Hasper sprach die Synchronstimmen mehrerer bekannter Schauspieler und auch außerhalb des Films in Computerspielen.

### Kino
In den Spider-Man-Filmen synchronisierte er James Franco in der Rolle des Harry Osborn. In vier American-Pie-Filmen lieh er Jason Biggs in der Hauptrolle des Jim Levenstein seine Stimme und sprach den von Ryan Phillippe dargestellten Sebastian Valmont in Eiskalte Engel. Im Kinofilm Tristan und Isolde sprach er den Tristan und in Saw und Saw III war er die Stimme Adam Faulkners, der von Leigh Whannell dargestellt wurde. Im Film Fighting synchronisierte er Channing Tatum in der Rolle von Shawn MacArthur. Zudem sprach er Chris Evans in Final Call – Wenn er auflegt, muss sie sterben und Zach Braff in Dein Ex – Mein Albtraum und Der letzte Kuss. Er sprach außerdem die Rolle des jungen Noah in Wie ein einziger Tag und die des Jim in Jim Carroll – In den Straßen von New York. In Ralph reichts und Chaos im Netz synchronisierte Hasper Jack McBrayer.

### Serien
Hasper spricht auch in Rollen von Fernsehserien, etwa als Paul Pfeiffer (Josh Saviano) in der US-Serie Wunderbare Jahre, die er schon in jungen Jahren sprach. Neben einigen Zeichentrick- und Anime-Serien wie z. B. Rock’n Cop sprach Hasper auch die Stimme des Michael „Berg“ Bergen (Ryan Reynolds) in der Sitcom Ein Trio zum Anbeißen, des Dagget in der Zeichentrickserie Die Biber Brüder, des Matt Camden (Barry Watson) in der Serie Eine himmlische Familie, John „J. D.“ Dorian (Zach Braff) in Scrubs – Die Anfänger, Kenneth Parcell (Jack McBrayer) in 30 Rock, Mitchell Pritchett (Jesse Tyler Ferguson) in Modern Family, Henry Dunn (Christopher Gorham) in Harper’s Island, Auggie Anderson (Christopher Gorham) in Covert Affairs, Charles „Chuck“ Bass (Ed Westwick) in Gossip Girl, Greg Harris (Samuel Page) in Mad Men, Peter Quinn (Rupert Friend) in Homeland, in Prison Break ist er die Stimme des FBI-Agenten Bill Kim (Reggie Lee) und lieh Jamie Oliver seine Stimme u. a. für die Sendung Oliver’s Twist. Außerdem spricht er Light Yagami, den Hauptcharakter des Animes Death Note. Seit kurzem übernimmt er auch die Synchronstimme der Rolle Urahara Kisuke in der Anime-Serie Bleach. In der Anime-Serie Detektiv Conan sprach er zudem vereinzelte Rollen, die in wenigen Folgen auftraten. In drei der fünf in Deutschland erschienenen Digimon-Staffeln (Digimon 02, Digimon Tamers und Digimon Frontier) übernimmt er zudem die Rolle des Erzählers. Außerdem synchronisierte er Tristan Taylor in der Yu-Gi-Oh!-Reihe und Hige in der Anime-Serie Wolf’s Rain. Unter anderem sprach er in dem Anime Love Hina den männlichen Hauptcharakter Keitaro Urashima, ebenfalls in Erased sprach er die Hauptrolle von Satoru Fujinuma (Erwachsen). Auch für Disney wirkte er als Synchronsprecher; so leiht er in der Serie Disneys Große Pause der Figur Vince seine Stimme. Außerdem synchronisierte er Hamish Linklater als John Joseph Jacobs in Pushing Daisies und Joel Spira in Blutsbande. Ebenfalls synchronisiert er den jungen Koch Jamie in Jamies 15 Minuten Menüs.
Seit 2018 synchronisiert er Tom Austen in The Royals als Jasper Frost. In der Serie Black Sails spricht er den Pastor Lambrick (Mark Elderkin), der in acht Folgen auftritt.
In der Serie Shooter spricht er in 3 Staffeln die Hauptrolle des Bob Lee Swagger. Des Weiteren spricht er in der Serie „Orange is the new Black“ den Schriftsteller Larry Bloom, gespielt von Jason Biggs, den er auch in der kurzlebigen Sitcom Outmatched synchronisierte.
Außerdem war er von 1999 bis 2002 in der Fernsehserie Roswell als Michael Guerin (Brendan Fehr) zu hören.

### Computerspiele
- In Dishonored: Die Maske des Zorns und Dishonored 2: Das Vermächtnis der Maske spricht Hasper den Outsider.
- In Far Cry 3 spricht Hasper Keith Ramsay.
- In Far Cry 4 spricht Hasper die Hauptfigur Ajay Ghale.
- In Kingdom Hearts II spricht Hasper den Jungen Hayner aus Twilight Town.
- In The Crew spricht Hasper den V2 Herschel Craig aus Chicago.
- In The Raven: Vermächtnis eines Meisterdiebs spricht Hasper Adil Jamal.
- In Zak McKracken – Between Time and Space spricht Hasper den Versicherungsvertreter im Flugzeug.
- In der DLC-Episode Pagan: Kontrolle von Far Cry 6 spricht Hasper erneut Ajay Ghale.

### Hörspiele (Auswahl)
1986 wirkte Hasper als Zinober an der Seite von Tarek Helmy in der neunteiligen Hörspielserie Die Klexe mit. Hasper spricht seit 2001 in Point Whitmark die Rolle des Tom Cole, in Fünf Freunde den Dick, in Die Letzten Helden Amon von Falkenfels und in Abrafaxe den Abrax. In dem Lady Bedfort Hörspiel Lady Bedfort und die schwarze Dame leiht Hasper Michael Odd seine Stimme. In Lady Bedfort und der Tod in den Highlands sprach Hasper Martin Plainview.
Und er spricht ebenfalls einige Nebencharaktere in diversen anderen Hörspielen wie z. B. der Thrawn-Trilogie aus dem Star-Wars-Kosmos in der Umsetzung von Hörspielregisseur Oliver Döring.
2016 wirkte er auch im Audible-Hörspiel Monster 1983 von Ivar Leon Menger mit.

### Werbung
Für Unser Star für Oslo sowie Comet 2010 sprach Kim Hasper Werbung für die ARD. Zudem kann seine Stimme in der Milchschnitte-, Ebay-, Nescafé-, Kappa-, Fanta- und o2-Werbung wiedergefunden werden.